# Ханское кладбище (Бахчисарай)
Ханское кладбище — кладбище Ханского дворца в Бахчисарае.

## Описание
Находится к югу от Большой мечети. На нем нашли вечный покой девять крымских ханов, сорок пять членов ханского рода, а также придворная знать. На кладбище построены тюрбе — северное («тюрбе Девлета I Герея» XVI века с шестью захоронениями) и южное («тюрбе Исляма III Герея» XVII века. - с девятью), а также ротонда с погребением Менгли II Герея. Внутри обоих тюрбе и вдоль тропинок сада стоят памятники, высеченные из мрамора или из известняка. Вне мавзолея их насчитывают 98 (вместе с отдельными фрагментами памятников). К сожалению, много надгробий утрачено. Памятники Ханского кладбища построены по единой схеме, состоят из каменного «саркофага» и двух вертикальных каменных стел по торцам. Стелы в головах увенчаны высеченными в камне изображениями шляпы (мужского или женского) и украшены эпитафиями. Эти эпитафии могут иметь характер как лаконичного призыва к молитве за душу покойного, так и целого поэтического произведения, описательного или философского.
Как сообщал биограф ханского рода Халим Герей, в Хансарае похоронены такие правители Крымского государства:
- Девлет I Герай, 1577 г. (памятник не сохранился);
- Газы II Герай, 1607 г. (памятник не сохранился);
- Ислям III Герай, 1654. (памятник не сохранился);
- Мехмед IV Герай, 1674 г. (памятник сохранился);
- Селим I Герай, 1704 г. (памятник не сохранился);
- Менгли II Герай, 1739 г. (памятник сохранился);
- Селим II Герай, 1748 г. (памятник сохранился);
- Арслан Герай, 1767 г. (памятник сохранился);
- Кырым Герай, 1769 г. (памятник сохранился).

## Фотографии

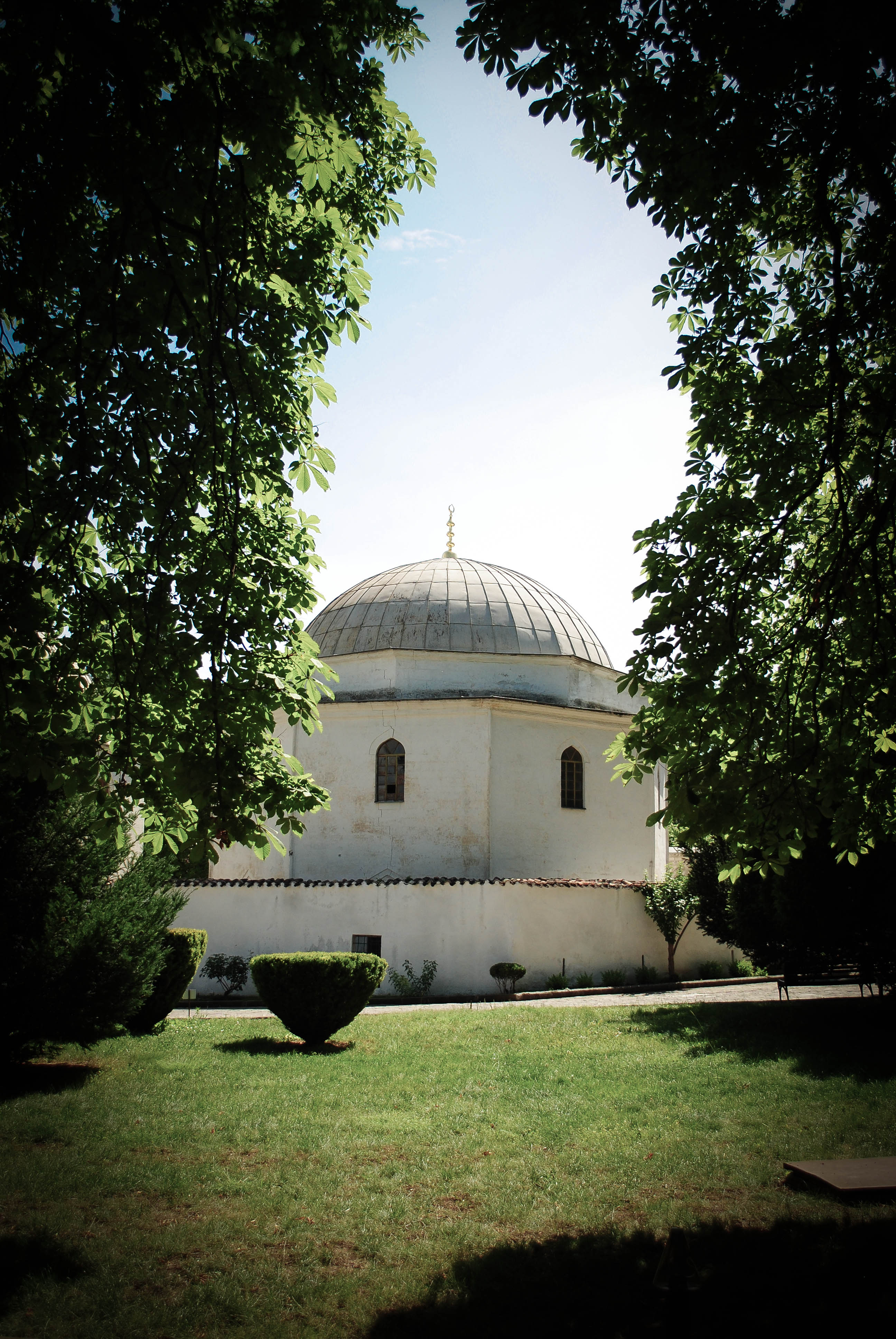
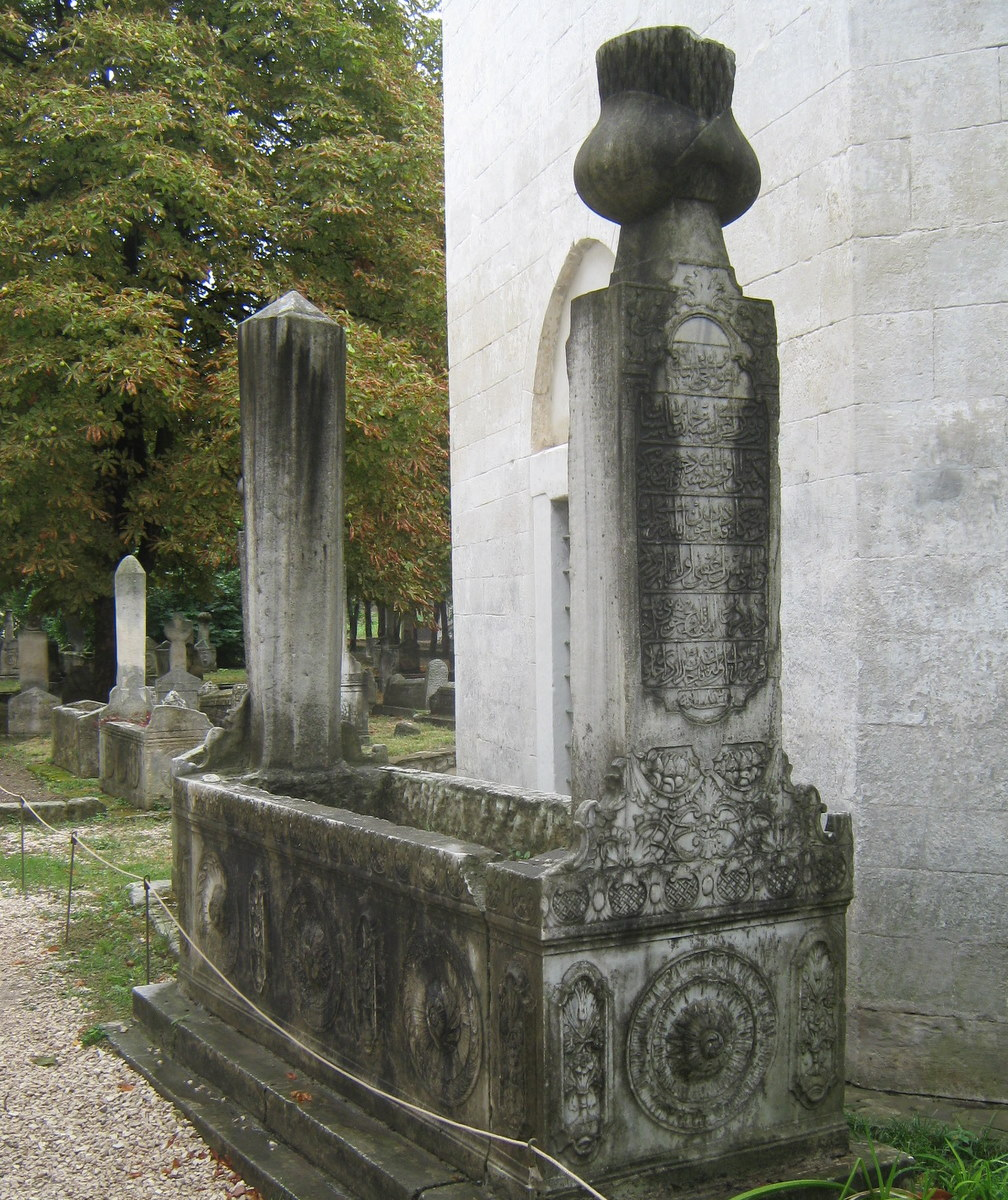
Могила Кирима Герая
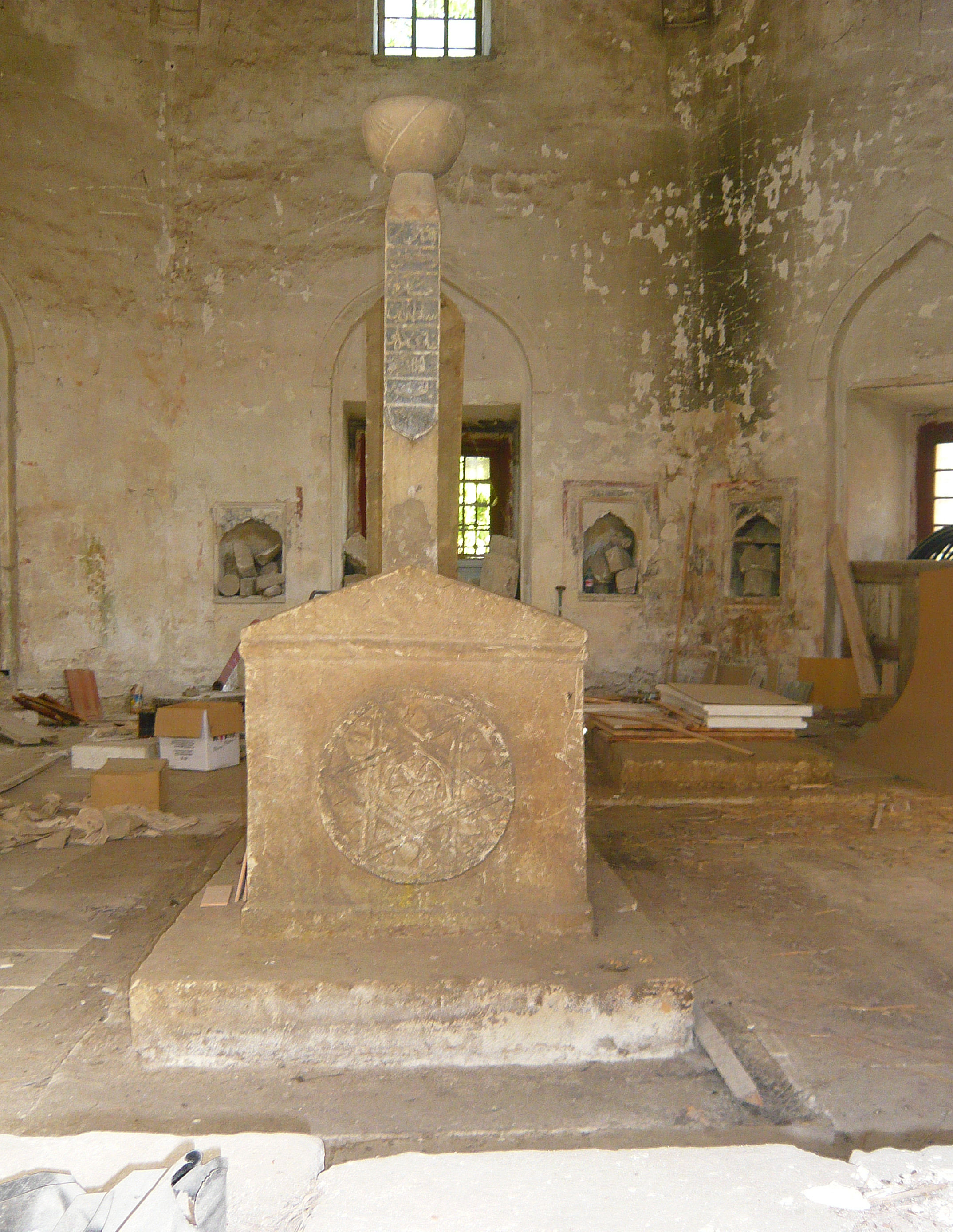
Мавзолей Исляма III Герая
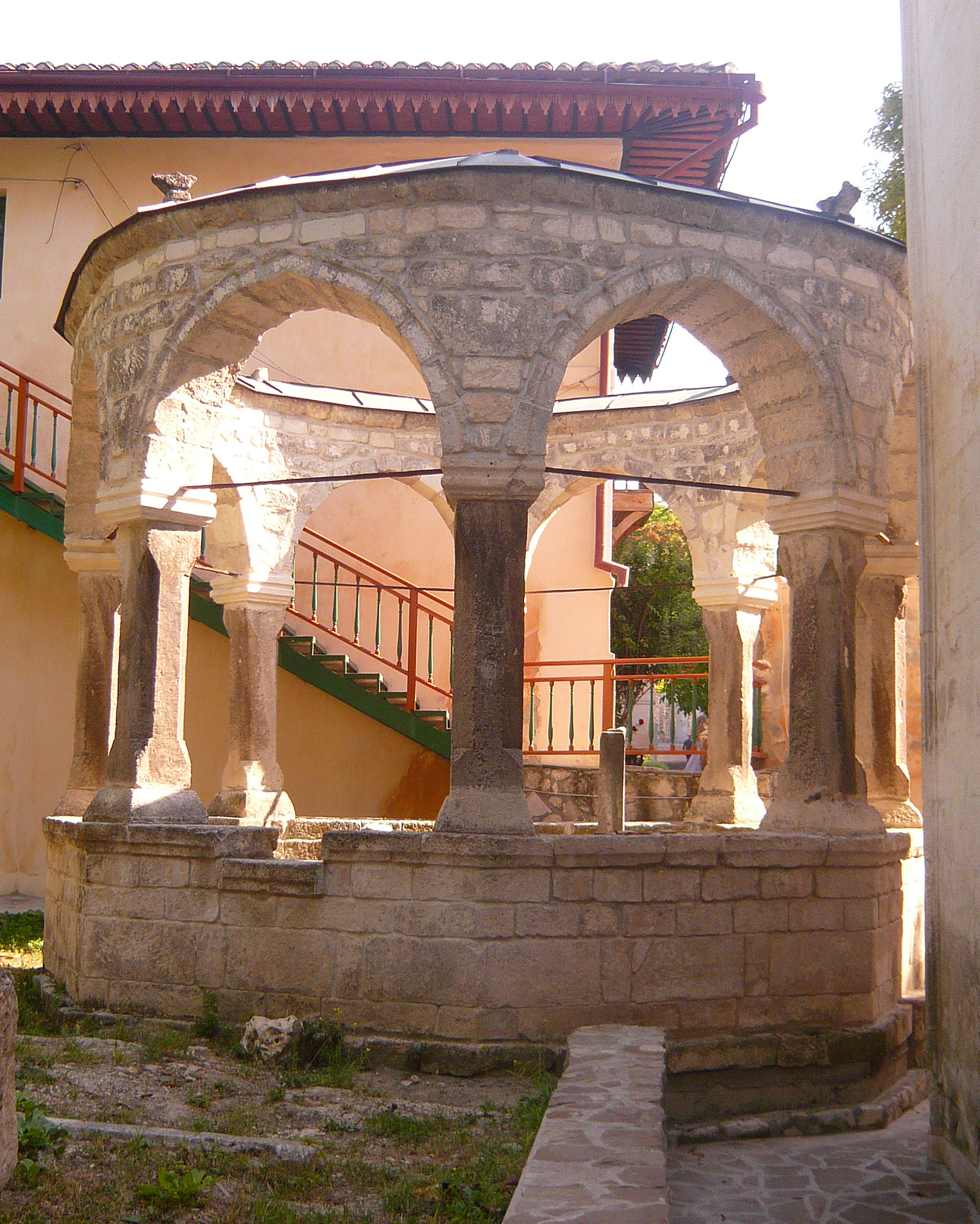
Ротонда Менгли II Герая
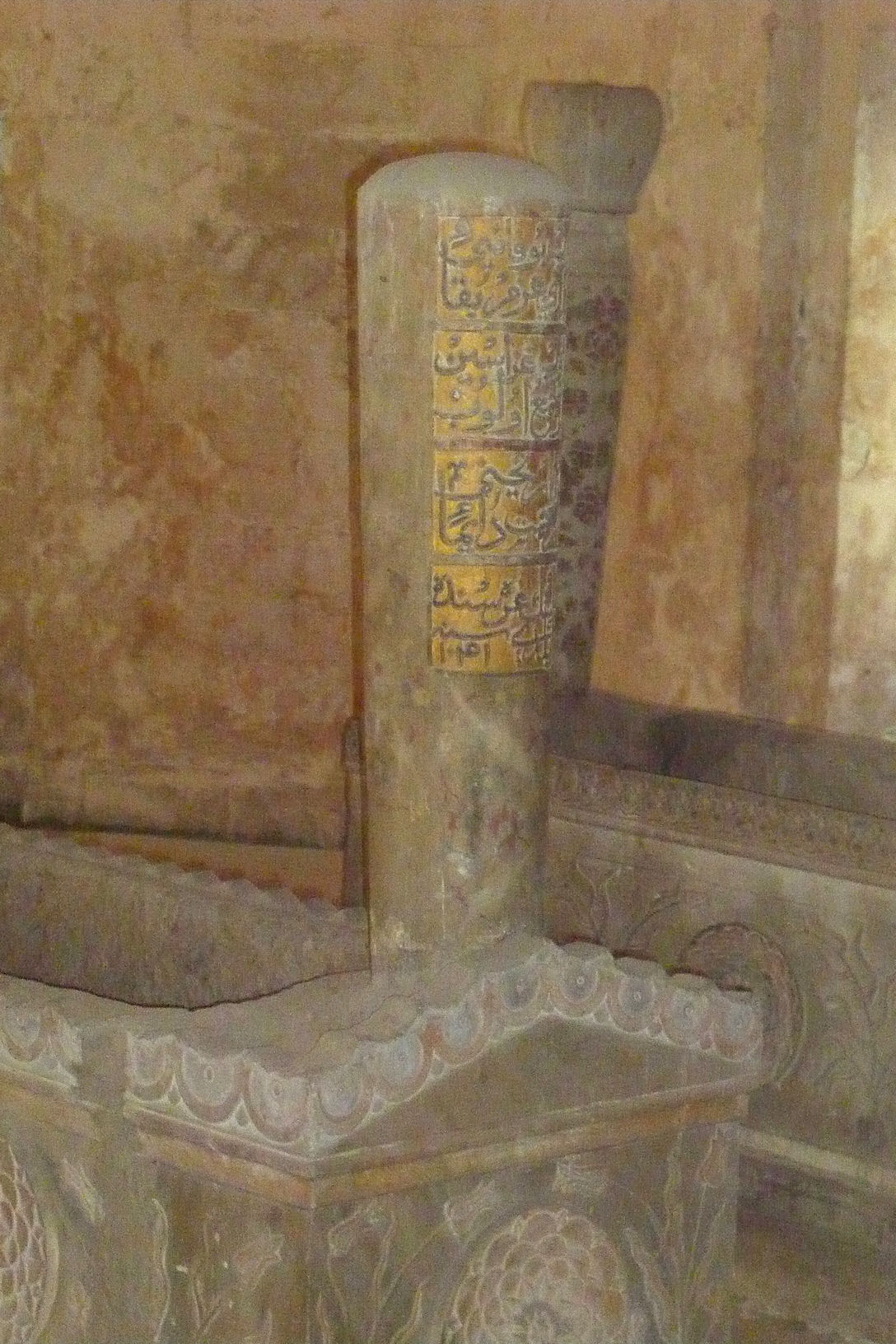
Мавзолей Девлета Герая I
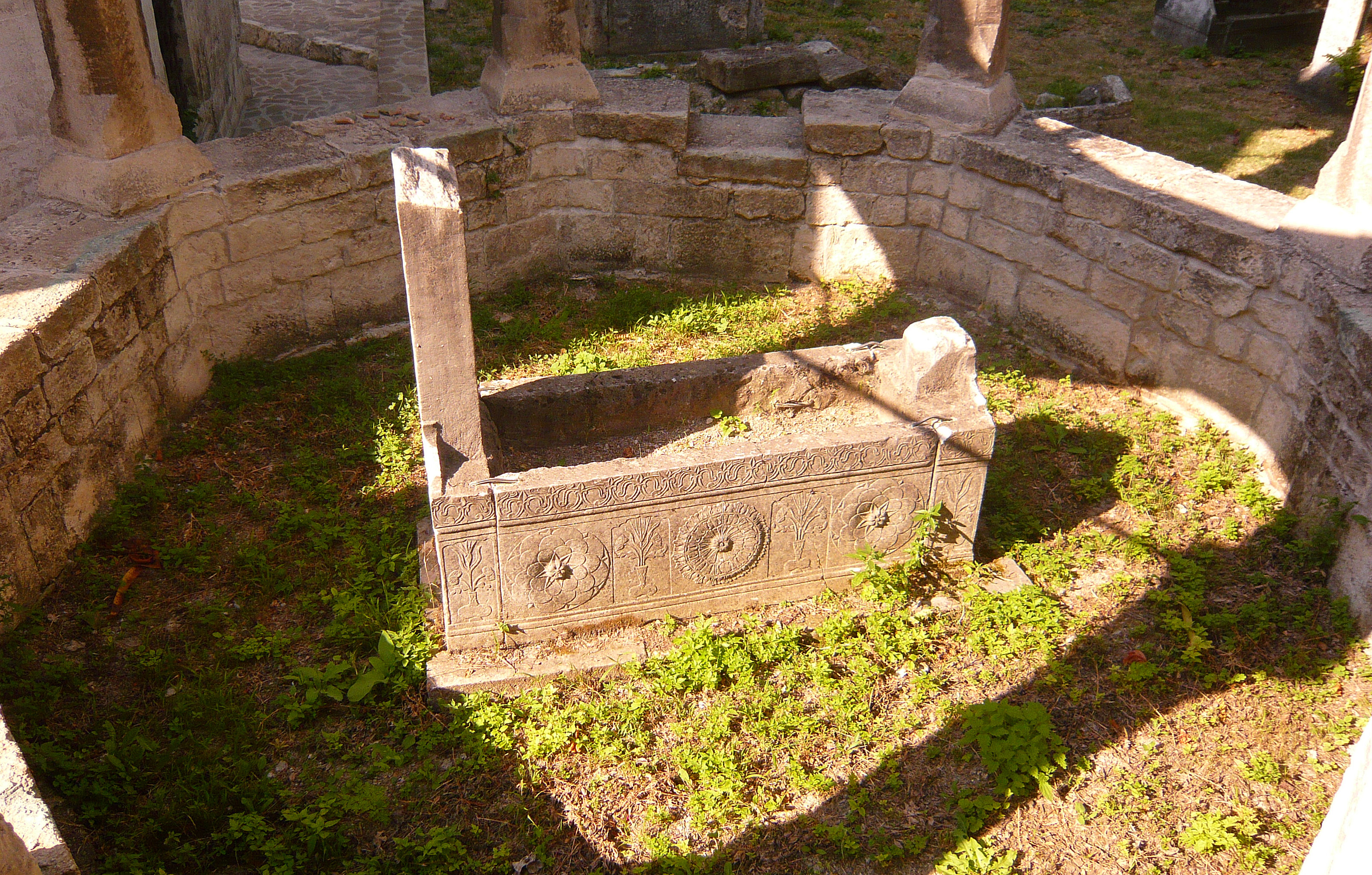
Ротонда Менгли II Герая
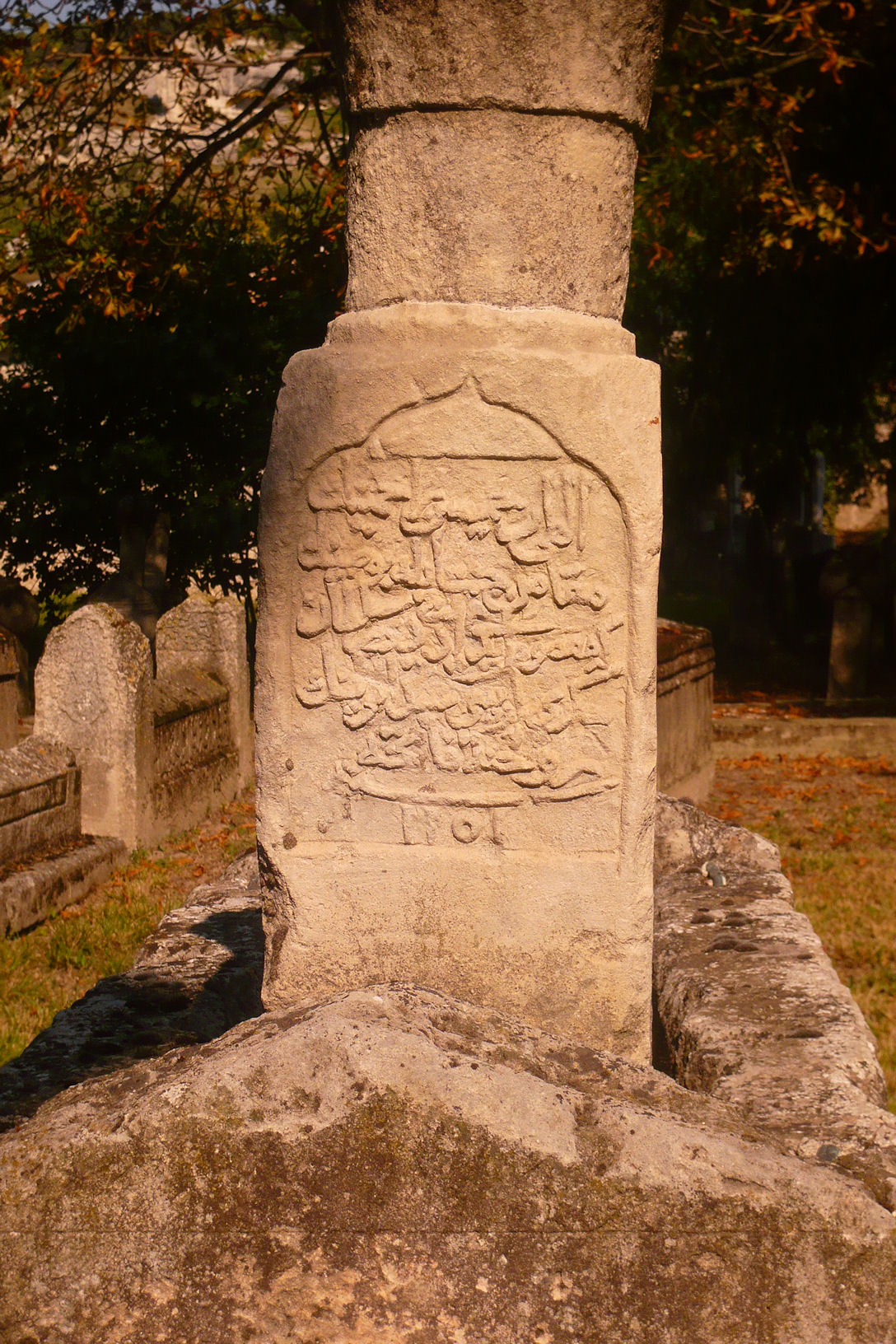
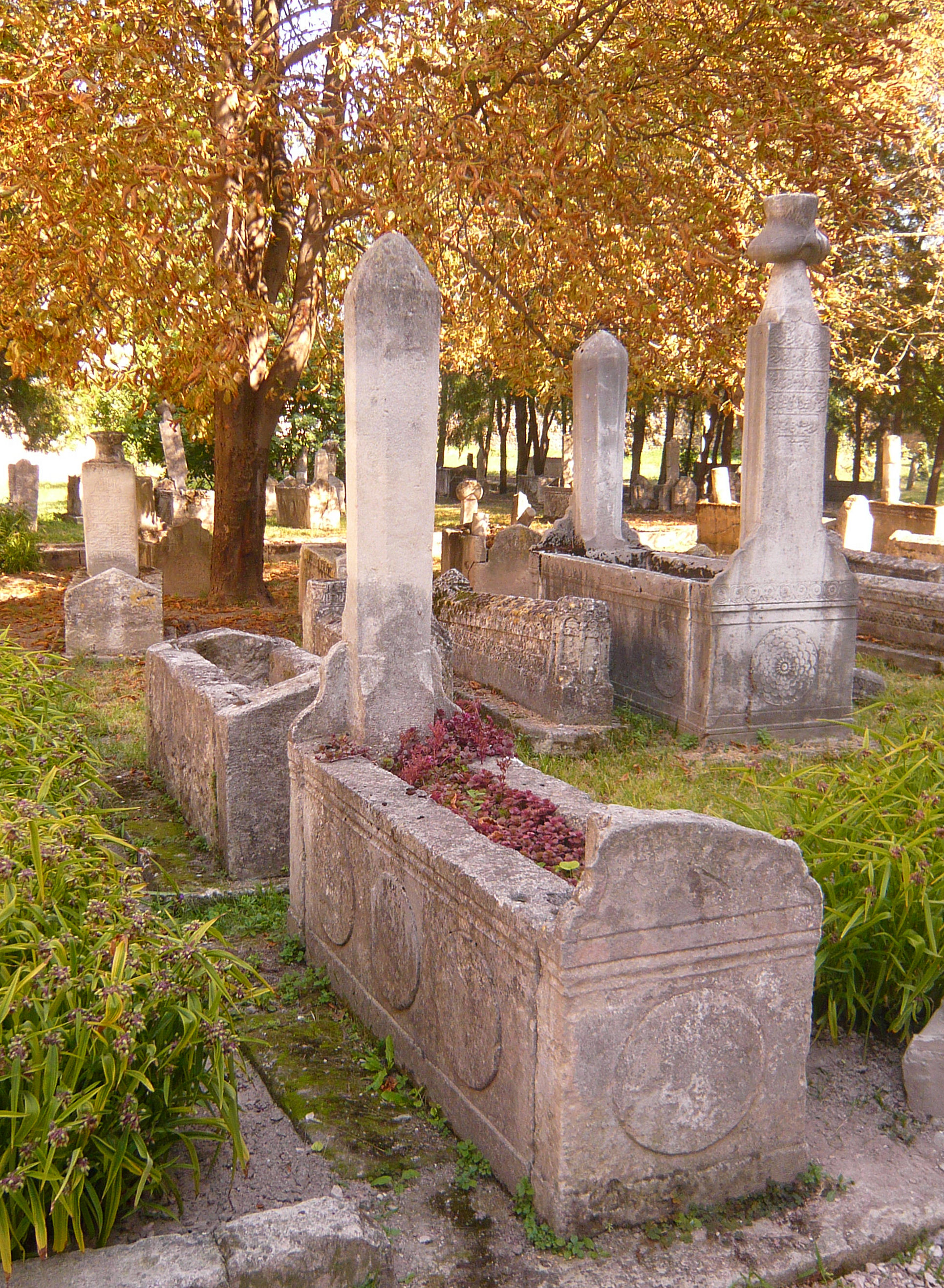
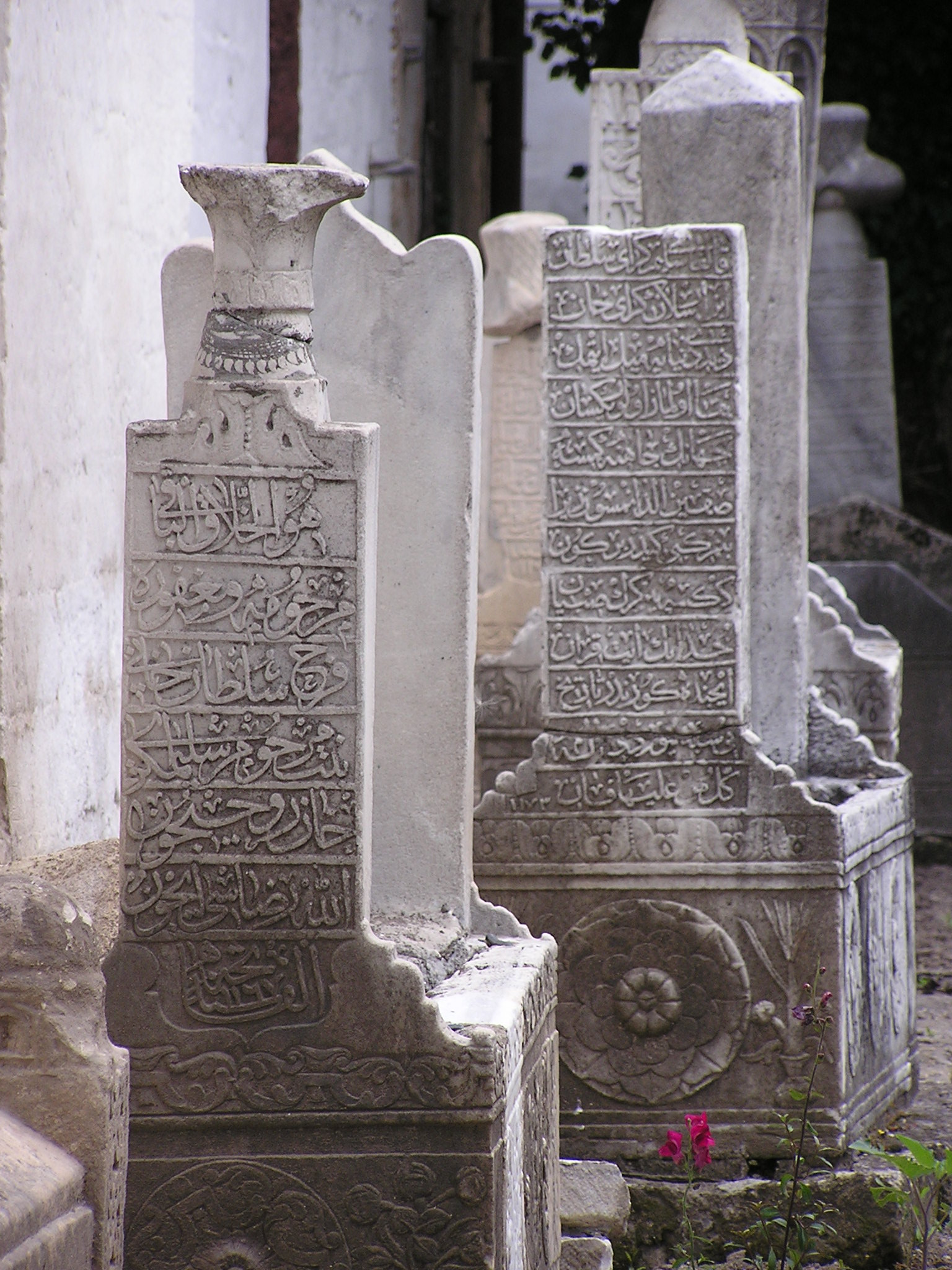